# فرودگاه شهری ایندیاناپلیس
فرودگاه شهری ایندیاناپلیس (به انگلیسی: Indianapolis Metropolitan Airport) یک فرودگاه همگانی بهره‌برداری هوایی است که یک باند فرود آسفالت دارد و طول باند آن ۱۱۷۳ متر است. این فرودگاه در شهر ایندیاناپولیس کشور ایالات متحده آمریکا قرار دارد و در ارتفاع ۲۴۷ متری از سطح دریا واقع شده‌است.